# Casa de George Seybold
La Casa George Seybold, también conocida como la Casa Fred W. Kelley, es una vivienda histórica ubicada en Waveland, condado de Montgomery, Indiana. Construida en 1886, es una vivienda de tres pisos con estructura de madera de estilo Stick, con un ala trasera de un piso y medio. El edificio presenta hastiales adornados con bordillos decorativos, cerchas de postes rey y ménsulas. Fue incluido en el Registro Nacional de Lugares Históricos en 2002. 